# Tapacul emplomallat de Stresemann
El tapacul emplomallat de Stresemann (Merulaxis stresemanni) és una espècie d'ocell de la família dels rinocríptids (Rhinocryptidae).

## Hàbitat i distribució
Habita els boscos de les terres baixes costaneres de l'est de Brasil.